# Ампліфікація ДНК-повторів
Ампліфіка́ція ДНК-повто́рів — це геномний фінгерпринтинг на основі ПЛР.

## Суть методу
Прокаріотичний геном містить багато коротких послідовностей, що повторюються. Хоча функції їх повністю ще не відомі, вони використовуються як мішень для ідентифікації мікроорганізмів в навколишньому середовищі. Важливим підкласом цих елементів є міжгенні паліндромні повтори (REP) — висококонсервативні інвертовані повтори, що мають загальний вигляд:
5'-GCCG/TGAT GGCGG/ACGG/ACGC/T G/ACGC/TCTTATCC/AGGCCTAC- 3'
REP-повтори локалізовані в міжгенних ділянках хромосоми, які не транслюються, в кількості від 500 до 11000 копій. Досить поширеними є і ентеробактеріальні ендогенні консенсусні повтори (ERIC), які також являють собою інвертовані повтори, та BOX-елементи. Висока консервативність цих повторів дозволила створити комплементарні їм праймери для ампліфікації з допомогою ПЛР локусів бактеріального геному, локалізованих між REP чи двома ERIC-елементами. Результатом цієї реакції є утворення набору фрагментів ДНК від 200 п. о. до більш ніж 6 т. п. о., розділених в агарозному гелі, котрі відображають організацію геному даного мікроорганізму.

## Значення і використання
REP-ПЛР широко використовується для ідентифікації патогенів, диференціації штамів, оцінки генетичного поліморфізму популяцій мікроорганізмів. Цей метод застосовують для досліджень в галузях медичної мікробіології, мікробної екології та генетики бактерій. Праймери, специфічні до REP-, ERIC- і BOX-елементів, можна використати для створення фінгерпринтів різних бактерій, в тому числі грам-негативних і грам-позитивних фітобактерій, а також мікроорганізмів, що мають клінічне значення.